# Beltrán II de la Cueva y Toledo
Beltrán II de Cueva y Toledo  (en espagnol, Beltrán de la Cueva y Álvarez de Toledo, tercer duque de Alburquerque, tercer conde de Ledesma, tercer conde de Huelma, señor de los estados de Cuéllar, la Codesera, Mombeltrán y Pedro Bernardo) (Cuéllar 1478 - Toledo 11 Février 1560) était un noble, homme politique, diplomate et militaire espagnol qui a servi comme vice-roi d'Aragon entre 1535 et 1539, et vice-roi de Navarre de 1552 à sa mort.
Né en 1478 au château de Cuéllar, il était le fils de Francisco I Fernández de la Cueva y Mendoza, (duc d'Alburquerque) et de Francisca Álvarez de Toledo, fille du duc d'Alba de Tormes. Il a été appelé Beltrán en mémoire de son grand-père paternel, Beltrán de la Cueva, Grand Maître de l' Ordre de Santiago et fidèle d'Henri IV de Castille.

## Au service de Charles Quint
Du vivant de son père, il a servi Charles Quint dans la guerre des communautés de Castille, et participé activement à la bataille de Villalar où il a emmené son frère Luis de la Cueva y Toledo et son cousin Alonso de la Cueva y Benavides (seigneur de Bedmar).
Il était habile politicien et diplomate, s'occupant des affaires sérieuses de l'empereur dans les États de Flandre et de la paix avec Henri VIII d'Angleterre, pour faire avec l'empereur la guerre contre François Ier .
Il a participé à la conquête de la Navarre par la Castille et l'Aragon contre les Français, où il a appréhendé plusieurs chevaliers français à la périphérie de la ville de Pampelune en 1521, conduisant Charles Quint à le nommer capitaine général des forces espagnoles pendant la campagne puis le 23 mai 1522 capitaine général de Guipuscoa. 
En sa qualité de capitaine général, il participe à la bataille de San Marcial en 1522, dirigeant près de 2 000 fantassins (dont la moitié allemands) et 150 cavaliers, obtenant la victoire espagnole. Il a également organisé et dirigé le pillage de Saint Jean de Luz dans la même année.
Il a participé à la bataille de Lépante en 1571, et est mentionné pour ce fait dans le Quatrième chant de la victoire de Lépante.

## Au service d'Henri VIII d'Angleterre
Pour sa performance dans la guerre contre la France, où il impressionna à la fois le monarque espagnol et le monarque anglais, ce dernier demanda à l'empereur d'envoyer le duc Don Beltrán à son service.
 Arrivant à la cour de Londres en 1544, il a été nommé général en chef de l'armée anglaise, et été inclus dans le conseil royal, pour être à ce titre logé à côté du palais Saint James, alors résidence royale de la couronne d'Angleterre, avec 150 personnes à son service.
Il a participé aux campagnes anglaises à la tête d'une compagnie espagnole de plus de 100 chevaliers, occupant une place prééminente, située derrière le roi et devant Thomas Manners. 
Il a joué un rôle de premier plan dans la prise de Boulogne comme diplomate, s'occupant des intérêts espagnols plutôt que des intérêts anglais dans les négociations, capitulant la place en 1544 , après avoir été assiégé pendant six mois. Pour cette performance, il a reçu 30 000 ducats d'Angleterre, volés par les Français entre Calais et Douvres , lorsque la caravane portant ses bagages est retournée en Angleterre.

## Honneurs
Il fut nommé :
- Vice-roi d'Aragon en 1535 et gratifié des postes de lieutenant et de capitaine général, qu'il a occupés jusqu'en 1539.

- Vice-roi de Navarre en 1552 et a occupé ce poste jusqu'à sa mort dans la ville de Tolède le 11 février 1560[6].

## Sépulture
Il a été enterré dans la chapelle principale du monastère de San Francisco dans sa ville de Cuéllar, qui abritait le panthéon familial. Il a ordonné dans son testament que l' ermitage de San Marcial soit érigé , pour recueillir les ossements des défunts de la bataille de San Marcial, et a doté en lui un souvenir pour prier pour leurs âmes. 

## Mariage et descendance
Il a épousé Isabel Girón y de la Vega, fille de Juan Téllez-Girón (comte d'Ureña), et de son épouse Leonor de la Vega y Velasco.
 Ils seront parents de:
- Francisco II Fernández de la Cueva y Girón, quatrième duc d'Alburquerque.
- Juan de la Cueva y Girón.
- Francisca de la Cueva y Girón, mariée à Claudio Fernández Vigil de Quiñones, quatrième comte de Luna ; sans postérité.
- Gabriel III de la Cueva y Girón, cinquième duc d'Alburquerque.
- Leonor de la Cueva y Girón, mariée avec Pedro Fernando Ruiz de Castro Andrade et Portugal, cinquième comte de Lemos, eux-mêmes parents de Fernando Ruiz de Castro, sixième comte de Lemos.